# Zach Roerig
Zachary George Roerig (ur. 22 lutego 1985 w Montpelier) – amerykański aktor. Występował w roli Matta Donovana w serialach: Pamiętniki wampirów, The Originals oraz Wampiry: Dziedzictwo.

## Życiorys

### Dzieciństwo
Zach Roerig urodził się w Montpelier, w Ohio (USA). Jego rodzicami są Daniel i Andrea Roerig. Ma młodszą o 4 lata siostrę Emily. Rodzina Zach'a ma korzenie polskie, niemieckie, angielskie i irlandzkie. Prababcią aktora była Mary Magdalene Piechowski, która była córką Józefa J. Piechowskiego i Rosalie Marie Kiedrowski. Roerig ukończył liceum sportowe Montpelier High School, gdzie trenował piłkę nożną oraz zapasy. Jako nastolatek pracował ze swoim ojcem i dziadkiem w Fackler Monuments, produkując nagrobki. Roerig uczęszczał do szkoły aktorskiej Barbizon Modeling and Acting School w Cleveland oraz należał do International Modeling and Talent Association, gdzie znalazł swojego menadżera. Trzy dni po ukończeniu szkoły średniej, przeprowadził się do Nowego Jorku, aby rozpocząć karierę aktorską.

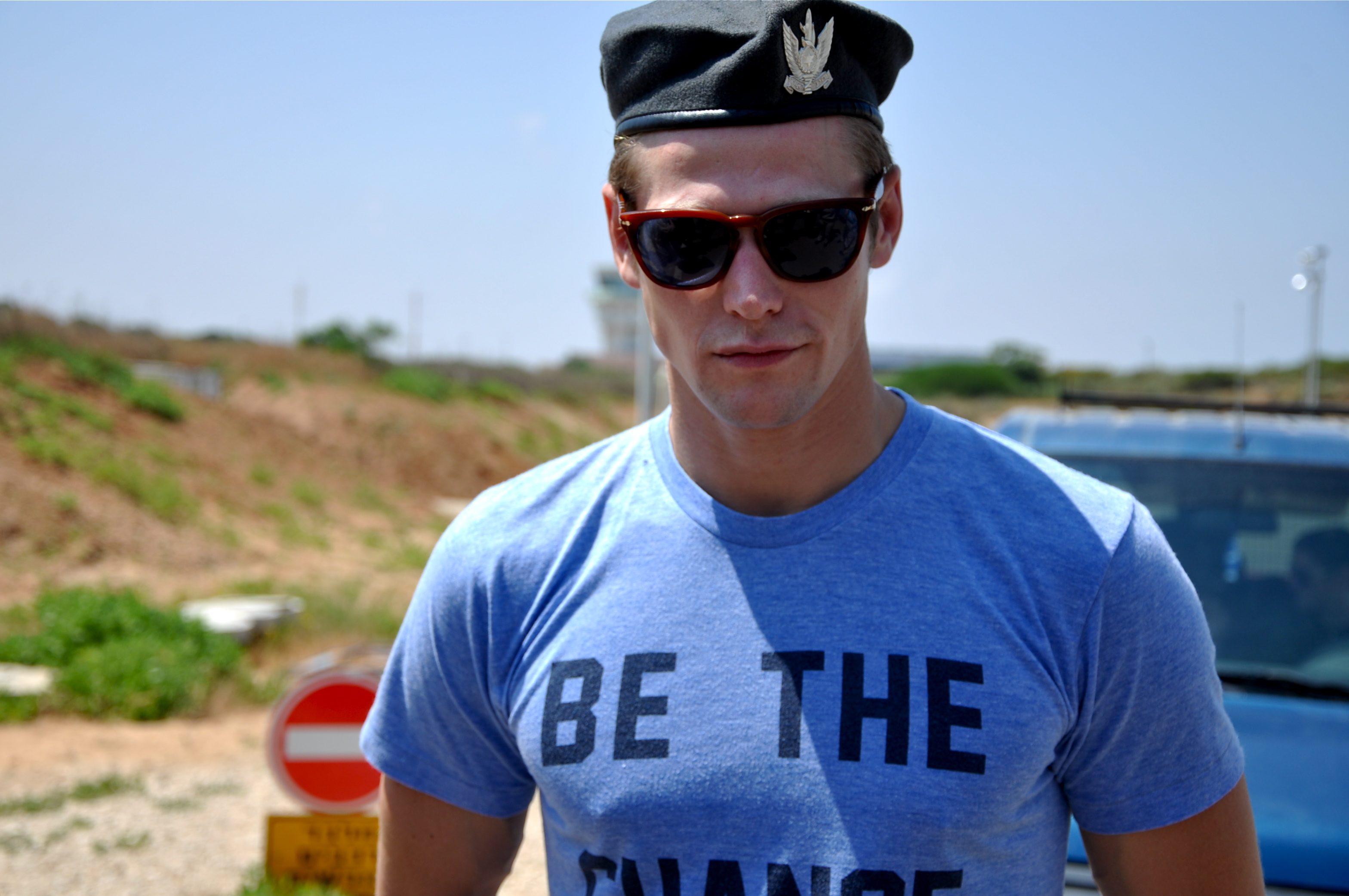
Zach Roerig podczas wizyty w IAF Airbase (2012).

### Aktorstwo
Przez pierwsze 5 lat swojej kariery aktor pojawiał się epizodycznie w serialach oraz filmach krótkometrażowych. Jego pierwszy większy występ, to serial As the World Turns, w którym przez 273 odcinki wcielał się w postać Caseya Hughes. W 2007 roku wystąpił w 13 odcinkach amerykańskiej opery mydlanej Tylko jedno życie. W latach 2008–2009 pojawił się w 6 odcinkach serialu Friday Night Lights.

W 2009 roku aktor dołączył do głównej obsady serialu Pamiętniki wampirów, w którym wcielił się w postać Matta Donovana. Początkowo Roerig ubiegał się o rolę Damona Salvatore, jednak finalnie otrzymał ją Ian Somerhalder. Serial zakończył się w 2017 roku po wyprodukowaniu 8 sezonów. Jako Donovan aktor pojawił się gościnnie w serialu The Originals w 2016 roku. W 2018 roku odbyła się premiera spin-offu obu seriali pt. Wampiry: Dziedzictwo, w którym aktor również pojawił się gościnnie w kilku odcinkach.

## Życie prywatne
Roerig spotykał się z koleżankami z planu serialu Pamiętniki wampirów – w latach 2011–2012 z Candice King oraz w latach 2016-2017 z Nathalie Kelley. W styczniu 2011 roku aktorowi i jego ówczesnej partnerce Alannie Turner urodziła się córka. W 2013 roku Roerig wystąpił do sądu o przyznanie mu pełnej opieki rodzicielskiej z powodu aresztowania matki dziecka.

## Filmografia
| Filmy / Seriale |         |                             |                              |                          |
| Rok             | Typ     | Tytuł                       | Rola                         | Uwagi                    |
| --------------- | ------- | --------------------------- | ---------------------------- | ------------------------ |
| 2004            | Serial  | Prawo i porządek            | Rollerblade Messenger        | 1 odc.                   |
| 2005            | Film    | Flutter Kick                | Jason Matthews               | krótkometrażowy          |
| 2005-2007       | Serial  | As the World Turns          | Casey Hughes                 | 273 odc.                 |
| 2006            | Serial  | Reba                        | Mężczyzna na weselu          | 1 odc.                   |
| 2006            | Film TV | Split Decision              | Grady Love                   | –                        |
| 2007            | Serial  | The Guiding Light           | Alex                         | 1 odc.                   |
| 2007            | Serial  | Tylko jedno życie           | Hunter Atwood                | 13 odc.                  |
| 2008            | Film    | Szkoła zgorszenia           | Matt Mullen                  | –                        |
| 2008            | Film    | Dear Me                     | Adam                         | –                        |
| 2008            | Film    | Official Selection          | Amerykański żołnierz         | krótkometrażowy          |
| 2008-2009       | Serial  | Friday Night Lights         | Cash                         | 6 odc.                   |
| 2009-2017       | Serial  | Pamiętniki wampirów         | Matt Donovan / Ethan Maxwell | 171 odc. / głowna obsada |
| 2015            | Film TV | The Prince                  | Taft                         | –                        |
| 2015            | Film    | Field of Lost Shoes         | Jack Stanard                 | –                        |
| 2016            | Serial  | The Originals               | Matt Donovan                 | 1 odc.                   |
| 2016            | Film    | 2BR02b                      | Edward Wehling               | krótkometrażowy          |
| 2017            | Film    | Rings                       | Carter                       | –                        |
| 2017            | Film    | The Year of Spectacular Men | Mikey                        | –                        |
| 2017            | Serial  | The Gifted: Naznaczeni      | Pulse                        | 2 odc.                   |
| 2018            | Film    | The Outer Wild              | Laird                        | –                        |
| 2018-2019       | Serial  | Wampiry: Dziedzictwo        | Matt Donovan                 | –                        |
| 2019            | Film    | The Last Full Measure       | Młody Ray Mott               | –                        |

| Producent |                      |                |                      |
| Rok       | Typ                  | Tytuł          | Uwagi                |
| --------- | -------------------- | -------------- | -------------------- |
| 2013      | Film krótkometrażowy | Revelation     | koproducent          |
| 2018      | Film                 | The Outer Wild | producent wykonawczy |

- Informacje pobrane z Internet Movie Database[20]